# Biosignal
Le terme biosignal est le terme récapitulatif pour toutes sortes de signaux électriques physiologiques qui peuvent être mesurés à partir des êtres vivants.
On utilise un montage électronique simple, composé d'un amplificateur d'instrumentation couplé avec un filtre rejetant le courant 50 Hz du secteur, appelé aussi bioamplificateur qui amplifie tous les signaux électriques physiologiques à partir d'électrodes posées sur la peau et les entre dans un micro-ordinateur équipé de logiciels de filtres et de visualisation.

## Signaux physiologiques mesurés
1. ECG, Électrocardiogramme : activité cardiaque.
2. EDA/GSR, Conductance cutanée : résistance de la peau.
3. EEG, Électroencéphalogramme : activité cérébrale.
4. EGG, Électrogastrogramme : activité gastrique.
5. EMG, Électromyogramme : activité musculaire.
6. ERG, Électrorétinogramme : réponse électrique des photorécepteurs excités.
7. PPG, Photopléthysmographie : activité vasculaire.
8. RSP, Respiration : activité respiratoire.
9. VRC/HRV, variabilité du rythme cardiaque.

### Pages connexes
- Biofeedback: méthode de rétrocontrôle biologique.